# John Gavin
John Gavin, pseudonimo di John Anthony Golenor Pablos (nato Juan Vincent Apablasa; Los Angeles, 8 aprile 1931 – Beverly Hills, 9 febbraio 2018), è stato un attore, diplomatico e dirigente d'azienda statunitense di origini messicane.

## Biografia
Figlio di genitori divorziati, Gavin era per metà messicano e parlava lo spagnolo. I Golenor, la famiglia del padre di Gavin, erano di origini irlandesi e già dai tempi della dominazione spagnola erano stati tra i pionieri e quindi proprietari terrieri in California. Il padre Herald cambiò il nome della famiglia in Gavin. La madre Delia Pablos faceva parte della potente famiglia Pablos nello stato messicano di Sonora. Si laureò all'Università di Stanford in Economia e Affari latinoamericani a pieni voti, e prestò servizio nella Marina Militare degli Stati Uniti dal 1952 al 1955.

## Carriera
Attore dotato di presenza e di fascino latino, Gavin si affermò nella seconda metà degli anni cinquanta nei film Tempo di vivere (1958), tratto dal romanzo Tempo di vivere, tempo di morire di Erich Maria Remarque, e Lo specchio della vita (1959), entrambi diretti da Douglas Sirk e prodotti da Ross Hunter. Interpretò i suoi ruoli più celebri in Olympia (1960) di Michael Curtiz, Psyco (1960) di Alfred Hitchcock e Spartacus (1960) di Stanley Kubrick. Negli anni successivi si distinse per la partecipazione ad altri film, tra cui Merletto di mezzanotte (1960) e Il sentiero degli amanti (1961) di David Miller, Giulietta e Romanoff (1961) di Peter Ustinov, Millie (1967) di George Roy Hill, La pazza di Chaillot (1969) di Bryan Forbes e Pussycat, Pussycat... ti amo (1970) di Rod Amateau.
All'inizio degli anni settanta iniziò a diradare le sue apparizioni sul grande schermo. Nel 1971 venne contattato per interpretare James Bond in Agente 007 - Una cascata di diamanti e nel 1973 per Agente 007 - Vivi e lascia morire. In seguito all'abbandono del ruolo da parte di George Lazenby non ottenne comunque la parte, che fu affidata rispettivamente a Sean Connery e Roger Moore. Decise così di ritirarsi dalle scene. Fu presidente della Screen Actors Guild dal 1971 al 1973.
Intraprese quindi la carriera diplomatica: repubblicano e anticomunista convinto, ebbe la nomina ad ambasciatore degli Stati Uniti in Messico nel giugno 1981 dal Presidente Ronald Reagan e rimase in carica fino al 12 giugno 1986. In seguito divenne un uomo d'affari di successo e sostenne svariate istituzioni benefiche.
Gavin morì a Beverly Hills il 9 febbraio 2018, all'età di 86 anni, per complicazioni da polmonite.

## Vita privata
Dal 1957 al 1965 fu sposato con l'attrice Cicely Evans, da cui ebbe due figlie, Christina (produttrice) e Maria (attrice). Nel 1974 passò a nuove nozze con l'attrice Constance Towers.

## Filmografia

### Cinema
- Il marchio del bruto (Raw Edge), accreditato come John Gilmore, regia di John Sherwood (1956)
- La grande prigione (Behind the High Wall), accreditato come John Gilmore, regia di Abner Biberman (1956)
- Quattro ragazze in gamba (Four Girls in Town), regia di Jack Sher (1957)
- Quantez, regia di Harry Keller (1957)
- Tempo di vivere (A Time to Love and a Time to Die), regia di Douglas Sirk (1958)
- Lo specchio della vita (Imitation of Life), regia di Douglas Sirk (1959)
- Olympia (A Breath of Scandal), regia di Michael Curtiz (1960)
- Psyco (Psycho), regia di Alfred Hitchcock (1960)
- Spartacus, regia di Stanley Kubrick (1960)
- Merletto di mezzanotte (Midnight Lace), regia di David Miller (1960)
- Giulietta e Romanoff (Romanoff and Juliet), regia di Peter Ustinov (1961)
- Dimmi la verità (Tammy Tell Me True),regia di Harry Keller (1961)
- Il sentiero degli amanti (Back Street), regia di David Miller (1961)
- Pedro Páramo, regia di Carlos Velo (1967)
- Millie (Thoroughly Modern Millie), regia di George Roy Hill (1967)
- Niente rose per OSS 117, regia di Renzo Cerrato, Jean-Pierre Desagnat e André Hunebelle (1968)
- La pazza di Chaillot (The Madwoman of Chaillot), regia di Bryan Forbes (1969)
- Pussycat, Pussycat... ti amo (Pussycat, Pussycat, I Love You), regia di Rod Amateau (1970)
- Keep It in the Family, regia di Larry Kent (1973)
- Nefertiti y Aquenatos, cortometraggio, regia di Raúl Araiza (1973)
- La casa de las sombras, regia di Ricardo Wullicher (1976)
- Jennifer, regia di Brice Mack (1978)

### Televisione
- Insight – serie TV, 1 episodio (1960)
- Alcoa Premiere – serie TV, 1 episodio (1962)
- Destry – serie TV, 13 episodi (1964)
- Il virginiano (The Virginian) – serie TV, episodio 3x13 (1964)
- The Crisis – serie TV, 2 episodi (1964)
- L'ora di Hitchcock (The Alfred Hitchcock Hour) – serie TV, episodi 1x31-3x29 (1963-1965)
- Convoy – serie TV, 13 episodi (1965)
- Cutter's Trail – film TV (1970)
- The Doris Day Show – serie TV, 1 episodio (1971)
- Mannix – serie TV, 1 episodio (1973)
- The Wide World of Mystery – serie TV, 1 episodio (1974)
- The Lives of Jenny Dolan – film TV (1975)
- Medical Center – serie TV, 1 episodio (1976)
- Love Boat (The Love Boat) – serie TV, 1 episodio (1977)
- Doctors' Private Lives – film TV (1978)
- Angeli volanti (Flying High) – serie TV, 1 episodio (1978)
- Le nuove avventure di Heidi (The New Adventures of Heidi) – film TV (1978)
- Doctors' Private Lives – miniserie TV (1979)
- Sophia Loren: Her Own Story – film TV (1980)
- Cuore e batticuore (Hart to Hart) – serie TV, 1 episodio (1980)
- Fantasilandia (Fantasy Island) – serie TV, 2 episodi (1978-1981)

## Doppiatori italiani
Nelle versioni in italiano dei suoi film, John Gavin è stato doppiato da:
- Pino Locchi in Tempo di vivere, Lo specchio della vita, Olympia, Merletto di mezzanotte, Giulietta e Romanoff, Il sentiero degli amanti, Dimmi la verità, Millie, Niente rose per OSS 117
- Giuseppe Rinaldi in Spartacus, Psyco
- Nando Gazzolo ne Il marchio del bruto
- Pino Colizzi ne La pazza di Chaillot
- Claudio Capone in Millie (ridoppiaggio)